# アルトゥーロ・エルナンデス
アルトゥーロ・クーヨ・エルナンデス（Arturo "Cuyo" Hernández、1911年11月2日 - 1990年11月20日）は、メキシコのボクシングトレーナー、マネージャー。

## 人物
ハリスコ州フアナカトラン出身。名門ルピータジムで1970年代のメキシコボクシング黄金時代に活躍したルーベン・オリバレスやZボーイズ（カルロス・サラテとアルフォンソ・サモラ）など数多くの歴史的名王者を育て上げたメキシコを代表する名トレーナー。
リカルド・ロペスを「私の最後の最高傑作」と誇ったという。他にも、マヌエル・オルチス、ルペ・ピントール、ラファエル・リモン、アルフォンソ・サモラ、ロドルフォ・マルチネス、エレオンシオ・メルセデス、ガブリエル・ベルナル、リカルド・アルレドンド、アレクシス・アルゲリョをはじめとする12人の世界王者と37人のメキシコ国内王者を育てたトレーナー、マネージャーとしての功績と、ボクシング全般に対する造詣の深さを讃えられ、2013年に国際ボクシング名誉の殿堂博物館に殿堂入りした。クーヨ亡き後は、息子のエンリケが跡を継いでいる。